# شهرستان ساندرز (مونتانا)
شهرستان ساندرز، مونتانا (به انگلیسی: Sanders County, Montana) یک سکونتگاه مسکونی در ایالات متحده آمریکا است که در ایالت مونتانا واقع شده‌است.

## خصوصیات
شهرستان ساندرز ۷٬۲۲۶٫۱۱ کیلومترمربع مساحت دارد.